# Ali Abbasi
Ali Abbasi, född 1981 i Teheran, är en iransk-svensk-dansk regissör och manusförfattare. Han har regisserat den prisbelönta filmen Gräns.

## Biografi
Ali Abbasi växte upp i Teheran och kom till Sverige från Iran år 2002 för att studera arkitektur vid KTH i Stockholm. Valet av studier var en kompromiss med föräldrarna som ville att han skulle studera medicin medan han själv var han intresserad av konst. I Iran skrev han korta berättelser och blev publicerad. Efter examen 2007 bytte han bana och började istället studera regi vid Den danske filmskole i Köpenhamn. Abbasis examensfilm M for Markus kom 2011. Han långfilmsdebuterade med Shelley som premiärvisades i Panoramasektionen på Berlins filmfestival 2016.
År 2018 hade Abbasis andra film Gräns premiär. Filmen vann priset Un Certain Regard på filmfestivalen i Cannes samt utsågs till Sveriges bidrag till Oscarsgalan 2019. Vid Guldbaggegalan 2019 nominerades Gräns till nio priser varav den vann sex, bland annat Bästa film. Abbasi nominerades till Bästa manuskript och Bästa regi vid galan.
År 2022 hade hans tredje långfilm Holy Spider premiär. Filmen bygger på verkliga händelser och skildrar seriemördaren Saeed Hanaei, kallad Spider Killer, som i början av 2000-talet mördade 16 kvinnor i Mashhad. Abbasi följde fallet noggrant när det utspelade sig i Iran och bestämde sig senare att göra en film om fallet. Filmen fick god kritik och valdes bland annat ut till att tävla om Guldpalmen vid Filmfestivalen i Cannes. Zar Amir Ebrahimi tilldelades, som första kvinna från Iran, pris för Bästa kvinnliga skådespelare vid filmfestivalen i Cannes för sin insats som filmens huvudkaraktär. Abbasi tilldelades bland annat Bronshästen samt Bodilpriset för bästa manus och Robertpriset för bästa film, regi och manus.
Långfilmen The Apprentice (2024) utspelar sig under 1970- och 1980-talet och skildrar en ung Donald Trumps karriär som fastighetsaffärsman på Manhattan och hans allians med mentorn och advokaten Roy Cohn. Trump porträtteras i filmen av Sebastian Stan och Cohn spelas av Jeremy Strong. Filmen väckte uppmärksamhet och tävlar om Guldpalmen vid filmfestivalen i Cannes. Trump hotar att stämma Abbasi för filmen och hans talesperson menar att filmen är förtal och ren fiktion som sensationaliserar lögner som sedan länge har motbevisats.
Abbasi är bosatt i Köpenhamn och är iransk medborgare.[källa behövs] Han har återkommande kritiserat regimen i Iran och gett sitt stöd till protesterna i Iran 2022.

## Filmografi
- 2011 – M for Markus
- 2016 – Shelley
- 2018 – Gräns
- 2022 – Holy Spider
- 2024 – The Apprentice

## Priser
| År   | Event                   | Pris              | Titel |
| ---- | ----------------------- | ----------------- | ----- |
| 2018 | Filmfestivalen i Cannes | Un Certain Regard | Gräns |